# Championnat de Suisse de hockey sur glace 1923-1924
Saison précédente Saison suivante
La saison 1923-1924 est la 15e saison du championnat de Suisse de hockey sur glace.

## Championnat national

### Qualification Est
Le 26 décembre 1923 à Saint-Moritz :
- HC Saint-Moritz - HC Davos 4-3 a. p.

### Qualification Ouest
Le 13 janvier 1924 à Château-d'Œx :
- HC Château-d'Œx - HC Rosey Gstaad 3-7

### Finale
- HC Saint-Moritz - HC Rosey Gstaad 0-3 (forfait)

Ce match, censé se disputer le 26 janvier 1924 à Saint-Moritz, n'aura jamais lieu. S'estimant insuffisamment entraînés, les Grisons envoient un télégramme au champion romand. Déjà sur le chemin pour disputer la finale nationale, celui-ci ne recevra jamais le message. Ne trouvant ainsi aucun adversaire sur place pour lui disputer le titre à Saint-Moritz, le HC Rosey Gstaad est désigné champion de Suisse pour la deuxième fois de son histoire après 1921,.

## Championnat international suisse
Ne limitant pas le nombre de joueurs étrangers, ce championnat n'est pas pris en compte pour le palmarès actuel des champions de Suisse.

### Zone Ouest
Le 6 janvier 1924 à Villars-sur-Ollon.

#### Groupe I
- Servette HC - HC Bellerive Vevey 0-7
- Villars HC - Servette HC 4-0
- Villars HC - HC Bellerive Vevey 4-5

| Clt   | Équipe             | PJ | V | D | N | BP | BC | Diff | Pts |
| ----- | ------------------ | -- | - | - | - | -- | -- | ---- | --- |
| +001, | HC Bellerive Vevey | 2  | 2 | 0 | 0 | 12 | 4  | +8   | 4   |
| +002, | Villars HC         | 2  | 1 | 1 | 0 | 8  | 5  | +3   | 2   |
| +003, | Servette HC        | 2  | 0 | 2 | 0 | 0  | 11 | -11  | 0   |

- En gras : qualifié pour la finale Ouest

#### Groupe II
- Lausanne HC - HC Château-d'Œx 1-10
- Lausanne HC - HC Rosey Gstaad 0-12
- HC Rosey Gstaad - HC Château-d'Œx 1-4

| Clt   | Équipe          | PJ | V | D | N | BP | BC | Diff | Pts |
| ----- | --------------- | -- | - | - | - | -- | -- | ---- | --- |
| +001, | HC Château-d'Œx | 2  | 2 | 0 | 0 | 14 | 2  | +12  | 4   |
| +002, | HC Rosey Gstaad | 2  | 1 | 1 | 0 | 13 | 4  | +9   | 2   |
| +003, | Lausanne HC     | 2  | 0 | 2 | 0 | 1  | 22 | -21  | 0   |

- En gras : qualifié pour la finale Ouest

#### Finale Ouest
- HC Château-d'Œx - HC Bellerive Vevey 4-2 a. p.

### Zone Est
Le 6 janvier 1924 à Saint-Moritz :
- HC Saint-Moritz - HC Davos 2-1

### Finale du championnat
Le 20 janvier 1924 à Gstaad :
- HC Château-d'Œx - HC Davos[3] 3-2 (2-1 0-1 1-0)